# Karl August Christian Sckell
Karl August Christian Sckell, Schreibweise auch: Carl August Christian Sckell (* 4. Februar 1801 in Belvedere bei Weimar; † 1874 in Dornburg/Saale) war ein deutscher Gärtner aus der Familie Sckell, Sohn des Garteninspektors im Belvedere Johann Conrad Sckell. 
Nach einer Anstellung am Botanischen Garten Jena war Karl August Christian Sckell ab 1823 Hofgärtner und Kastellan der Dornburger Schlösser. Er hatte wie schon sein Vater Kontakt mit Johann Wolfgang von Goethe, der an botanischen und gartengestalterischen Fragen interessiert war und Inhalte vieler Gespräche mit Sckells Vater in Tagebuchnotizen festgehalten hat. Die 1864 erstmals veröffentlichten Lebenserinnerungen Karl August Christian Sckells geben Anekdoten, aber auch interessante Eindrücke über Goethes Leben in Dornburg (Goethe wohnte nach dem Tod von Großherzog Carl August vom 7. Juli bis 11. September 1828 im Dornburger Renaissance-Schloss und verfasste seine Dornburger Gedichte).